# Basenji
El Basenji es una raza de perro originaria de la República Democrática del Congo. Es una raza primitiva empleada para la caza y el rastreo. Tiene la inusual característica de emitir un sonido parecido al canto a la tirolesa, debido a la rara morfología de su laringe. Algunos relieves del antiguo Egipto representan basenjis junto a otras razas de perros: podencos, galgos y otros.

## Comportamiento
Peculiar de este perro es que no emite el olor típico de los otros perros.[cita requerida] Cuando son pequeños son algo traviesos y les gusta morder, y de esta forma destruir todo lo que encuentran como todos los cachorros. Una vez que pasa esa etapa, llegan a ser una gran mascota, aunque el espíritu intranquilo y juguetón lo mantienen de por vida. Por lo general son buenos con los niños de la casa. Demuestra deseos de complacer a su amo.
A este perro no le hace mucha gracia el agua. Se asea él mismo pasándose la lengua como lo hacen los gatos. Lo cual hace que el mantenimiento del pelo sea mínimo. Se le debe permitir hacer ejercicio lo más a menudo posible. 
Varios estudios genéticos[¿cuál?] demostraron que la raza basenji tiene muy poco parentesco con el lobo, del cual se sabe que descienden la mayoría de las razas caninas, y que descienden de un ancestro aún más antiguo y común, siendo entonces, que el lobo no es su ancestro sino su primo.

## El basenji en el mundo
Al basenji en inglés se le conoce por «Basenji», también se le ha llamado «Belgian Congo Dog».

### Federaciones caninas
Relación de federaciones caninas que reconocen esta raza. Referencias útiles para estimar la popularidad de esta raza, el esfuerzo realizado por mantenerla definida, obtener asesoramiento antes de adquirir un cachorro de sangre pura, y ver esta raza competir.
Al Basenji usualmente lo asignan a los Perros Hound.
• American Kennel Club: AKC (Estados Unidos). Primer registro en 1944.
• United Kennel Club: UKC (Estados Unidos). Reconocido en 1948.

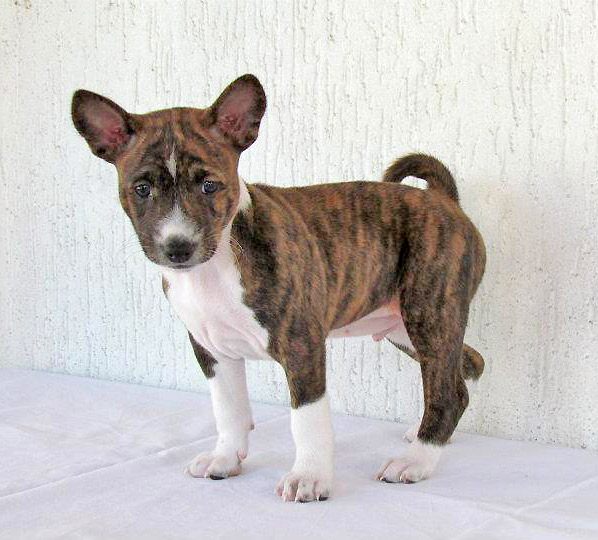
Un cachorro de basenji de color atigrado.

• The Kennel Club: KC (Reino Unido).
• Federation Cynologique Internationale: FCI (Bélgica, con federaciones afiliadas en prácticamente todo el mundo). Grupo 5. Sección 6. En los perros de “Tipo primitivo”.

## Descripción y características físicas
Las medidas varían entre las diferentes federaciones caninas del mundo. Presentamos cifras relativas que dan una idea del tamaño y forma de la raza. Si desea exhibir su perro, consulte las medidas de la federación donde desea competir.

### Orejas
Grandes y triangulares. Las mantiene levantadas

### Pelo
Por lo general, esta raza posee tres colores básicos en combinación con el color blanco, además de tener el pelo corto y sedoso. 
Los tres colores son: negro, castaño (desde castaño amarillento claro hasta castaño oscuro) y atigrado. Se permite tricolor de negro y castaño en combinación con el blanco. En todas las combinaciones de colores: debe tener blanco en las puntas de las patas, en la punta de la cola, y en el pecho. Puede tener más blanco, pero siempre que no sea el color predominante. Las marcas en blanco deben
estar bien definidas de los otros colores.

### Cola
No muy larga. La mantiene enroscada en una o dos vueltas sobre la espalda.

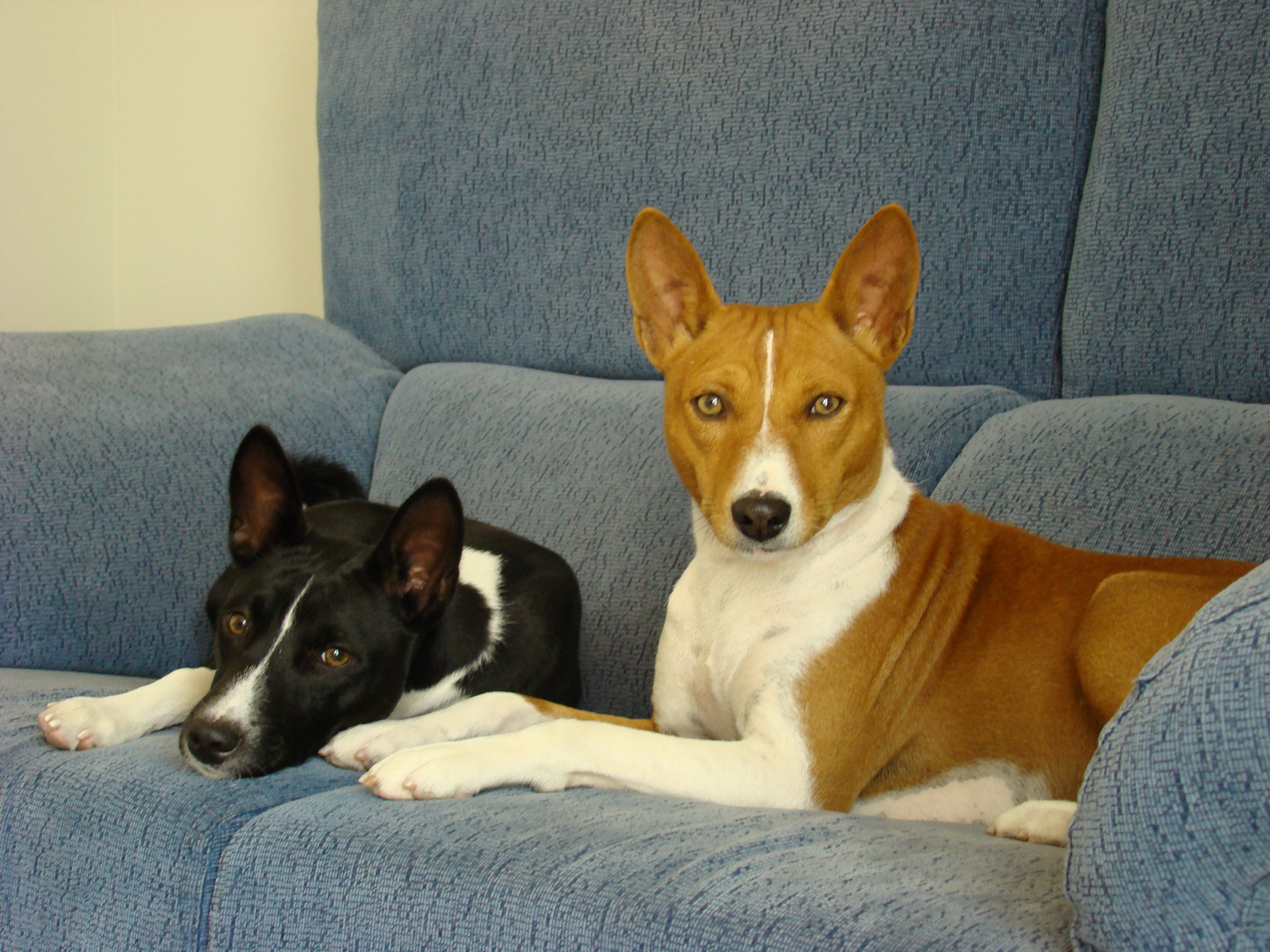
Un par de basenjis de color negro y rojo.

### Altura
A la cruz o los hombros: Tamaño ideal para los perros machos es de 43 cm (17 pulgadas). El tamaño ideal de las hembras es de 40 cm (16 pulgadas).

### Peso
El peso de los perros machos es de 11 a 13 kg (de 24 a 33 libras). Las hembras pesan de 8 a 10 kg (de 20 a 25 libras).

### Camada
La camada usual en esta raza de perros es de seis a siete cachorros. Se registran camadas de hasta doce cachorros.

### Longevidad
Los perros de la raza Basenji viven de 14 a 16 años.